# Gioia del Colle Aleatico dolce riserva
Il Gioia del Colle Aleatico dolce riserva è un vino DOC la cui produzione è consentita nella città metropolitana di Bari.

## Caratteristiche organolettiche
- colore: rosso granato più o meno intenso con riflessi violacei tendenti all'arancione con l'invecchiamento.
- odore: aroma delicato caratteristico che si fonde col profumo che acquista con l'invecchiamento.
- sapore: pieno, moderatamente dolce, vellutato

## Produzione
Provincia, stagione, volume in ettolitri
- nessun dato disponibile